# Короткие (Могилёвская область)
Коро́ткие (бел. Кароткія) — деревня в составе Черноборского сельсовета Быховского района Могилёвской области Республики Беларусь.

## География

### Расположение
Деревня находится в 50 км от Могилёва, в 25 км от железнодорожной станции Друть (железная дорога Могилев — Осиповичи).

### Водная система
Чигиринское водохранилище.

## Население
- 1842 год — 43 жителя
- 1898 год — 131 житель
- 1919 год — 217 жителей
- 2010 год — 12 жителей

## История
Деревня основана в XVIII веке (не ранее 1745, но не позднее 1780 года) как слобода в составе фольварка Лубянка. Название происходит от фамилии Короткий (впоследствии — Короткевич), так как Короткие были первыми переселенцами из села Лубянка. Вслед за Короткевичами были поселены Апостоловы, Бажковы и Лапицкие. В 1842 году в Коротких 43 жителя: 25 мужчин и 18 женщин.
Не позднее 1861 года Семен Бажков взял себе примака Стрыкова Рыгора Андросовича из Галеевки. Не позднее 1880 года в Коротких поселился Ткачев Михайло Иванович (откуда приехал — неизвестно).
В середине XIX века недалеко от Коротких появился хутор лесной стражи, состоящей из представителей одного семейства во главе с Навумом Хурсиным (по иным сведениям — Жуковым). Изначально, поселок назывался Липки, затем, как производное от Навума, — Навумяты или Белая Гора. Представители данного семейства по роду занятий приняли фамилию Лесниковские, которые стали самым многочисленным кланом в Коротких.
В конце XIX века Короткие и Болоновка были объединены в одно сельское товарищество (общину). В 1898 году — 27 дворов, 131 житель мужского пола, 438 десятин общинной земли. В 1918 — 30 дворов, в 1919 — 217 жителей обоих полов.
В начале XX века семьи Ивана и Савастяна Андреевичей и Гарасима Якимовича Лесниковских после приобретения земли переселились во вновь основанную деревню Забродье около Глух, семья Архипа Лексеевича Апостолова — в деревню Гуслянка Могилевского района, его братья и семья Апостолова Егора Васильевича — также во вновь созданный поселок Новые Журавичи (в настоящее время — Рогачевский район Гомельской области). Лесниковские Дарахвей Захарович и Кастин Пилипович в 1913 уехали на заработки в США, где и остались.
В результате создания Чигиринского водохранилища сами Короткие и поселок Белая Гора были перенесены на нынешнее место.